# 小出真衣
小出 真衣（こいで まい、1989年12月1日 - ）は、栃木県出身の女優、グラビアアイドル。エムズワールド所属。

## 人物・来歴
- 2010年当初は、現在所属する芸能事務所で事務職をしていたが、グラビアアイドルに転身。
- タレント活動と並行して事務所の先輩・多田あさみプロデュースのメイドカフェ&バー『PIPPI』で働いている（2010年現在）。また、多田は1st.DVD『My Girl』のプロデュースも手がけている[1]。
- 事務職をしていた関係で、多田が主演した映画「逢えてよかった」にスタッフとして参加している。

## 出演

### 映画
- 彩愛 saiai（2012年1月公開、M'sワールド、遠藤一平監督）[2]

## リリース作品

### DVD
単独
1. My Girl（2010年8月20日、ラインコミュニケーションズ）
2. My Girl 2（2010年12月15日、ラインコミュニケーションズ）

複数
1. My Girl スペシャルオムニバス（2011年1月20日、ラインコミュニケーションズ）[3]他出演：平山藍里、黒川結衣、井上うらら、松井菜音、佐藤優里、上野香、相原美咲
2. My Girl（2011年12月15日、ラインコミュニケーションズ）共演：多田あさみ